# Kolokarako
Kolokarako ist eine administrative Einheit (Ward, Distrikt) des unabhängigen Inselstaates der Salomonen im südwestlichen Pazifischen Ozean.

## Geographie
Kolokarako bildet zusammen mit Aola, Valasi und Longgu den Verwaltungsbezirk East Central Guadalcanal. Der Distrikt liegt im Landesinnern und die Grenzen sind mehr oder weniger mit dem Lineal gezogen. Er grenzt im Norden an die Distrikte Paripao im Bezirk North East Guadalcanal, sowie an Aola, im Osten an Valasi und im Süden an Avuavu im Bezirk East Guadalcanal. Im Westen hat er eine längere grenze mit Vulolo gemeinsam, während er mit dem Distrikt Talise (South Guadalcanal) nur punktuelle Berührung hat. Der Distrikt hat 347 km² und hatte 2009 ca. 1400 Einwohner.
Der Distrikt ist geprägt durch die Gebirgige Struktur der Landschaft, die im Süden durch den zentralen Bergkamm der Insel begrenzt wird und im Süden liegt auch der Mount Vatupochau (1377 m). Zahlreiche Flüsse entspringen in diesem Distrikt und münden an der Nordküste ins Meer.

## Klima
Das Klima ist tropisch, die durchschnittliche Tagestemperatur liegt bei gleichbleibend 28 Grad Celsius, die Wassertemperaturen bei 26 bis 29 Grad. Feuchtere Perioden sind vorwiegend zwischen November und April, diese sind aber nicht sehr ausgeprägt. Die durchschnittliche Niederschlagsmenge pro Jahr liegt bei 2000 mm und damit etwas niedriger als im Durchschnitt der Salomonen (3000 mm).